# Juli Minoves Triquell
Juli Minoves Triquell (né le 15 août 1969 à Andorre-la-Vieille), est un diplomate et un homme politique andorran.

## Biographie
Il est ministre des Affaires étrangères du 12 avril 2001 au 7 mai 2007, date à laquelle il est nommé ministre Porte-parole du Gouvernement, de la Culture et de l'Enseignement supérieur. De décembre 2007 jusqu'à juin 2009 il est ministre Porte-parole du Gouvernement, et ministre de Développement économique, du Tourisme, de la Culture et des Universités. 
Il quitte alors seize ans de service public pour s'adonner à la recherche et à l'internationale libérale, fédération mondiale de partis libéraux, où il est élu président adjoint (deputy president) en novembre 2009 au Caire,. Deux de ses projets, le Musée de la Paix et Archive Nationale, commandée à l'architecte Frank Gehry, et le Musée National pour lequel le gouvernement a convoqué un concours international réservé à des gagnants du prix Pritzker, ont été arrêtés par un désaccord entre M. Gehry et le nouveau gouvernement
Économiste (Université de Fribourg) et politologue (Université Yale), Juli Minoves est diplomate de profession, ayant exercé les fonctions d'ambassadeur extraordinaire auprès des Nations unies, aux États-Unis d'Amérique, au Canada, en Espagne, au Royaume-Uni, en Finlande, en Suisse, et auprès de l'OMC, avant sa nomination en tant que ministre. 
Il est l'auteur d'un roman Segles de Memoria qui a reçu le prix "Fiter et Rossell" en 1989, et d'un recueil d'histoires courtes qui a reçu le prix "Sant Carles Borromeu" en 1991. En 1997 il a reçu la Grande Croix de l'Ordre national du Mérite du Portugal.